# أوريون غرين
أوريون غرين (بالإنجليزية: Orien Greene)‏ مواليد 4 فبراير 1982 في غينزفيل، هو لاعب كرة سلة أمريكي بدأ مسيرته الاحترافية في سنة 2005 حيث تم اختياره من قبل فريق بوسطن سيلتكس خلال الدرافت ويحمل الرقم 0. يبلغ طوله 6 قدم 5 بوصة (2.0 م).

## فرق لعب لها
- بوسطن سيلتكس
- إنديانا بايسرز
- سكرامنتو كينغز
- نيو زيلاند بريكرز
- بروكلين نتس

## إحصائيات المسيرة

### الموسم الاعتيادي
| السنة   | الفريق         | لعب | بدأ | دقيقة | ميداني% | ثلاثية | حرة  | ارتداد | صنع | استلاب | تصدي | نقطة |
| ------- | -------------- | --- | --- | ----- | ------- | ------ | ---- | ------ | --- | ------ | ---- | ---- |
| 2005–06 | بوسطن سيلتكس   | 80  | 5   | 15.4  | .395    | .225   | .662 | 1.8    | 1.6 | 1.0    | .1   | 3.2  |
| 2006–07 | إنديانا بايسرز | 41  | 0   | 6.2   | .371    | .182   | .600 | 1.1    | .5  | .4     | .1   | 1.5  |
| 2007–08 | سكرامنتو كينغز | 7   | 2   | 8.7   | .273    | .000   | .000 | .9     | .4  | .4     | .1   | .9   |
| 2010–11 | بروكلين نتس    | 3   | 0   | 1.7   | .500    | .000   | .500 | .0     | .3  | .3     | .0   | 1.0  |
| المسيرة |                | 131 | 7   | 11.9  | .387    | .212   | .642 | 1.5    | 1.2 | .7     | .1   | 2.5  |

## روابط خارجية
- أوريون غرين على موقع إن بي أي (الإنجليزية)
- أوريون غرين على موقع سبورتس رفرنس (الإنجليزية)
- أوريون غرين على موقع كرة السلة الأوروبية.كوم (الإنجليزية)
- أوريون غرين على موقع كلية كرة السلة في سبورتس رفرنس.كوم (الإنجليزية)
- أوريون غرين على موقع ريلجم (الإنجليزية)
- أوريون غرين على موقع بروبوليرز (الإنجليزية)
- أوريون غرين على موقع سبورتس رفرنس (الإنجليزية)